# Epipedobates pongoensis
Ameerega pongoensis là một loài ếch thuộc họ Dendrobatidae.
Đây là loài đặc hữu của Peru.
Môi trường sống tự nhiên của chúng là rừng ẩm vùng đất thấp nhiệt đới hoặc cận nhiệt đới, vùng núi ẩm nhiệt đới hoặc cận nhiệt đới, sông ngòi, đầm nước ngọt, và đầm nước ngọt có nước theo mùa.